# Peter Townend
Pour les articles homonymes, voir Townend.
Peter Townend est un surfeur australien né le 30 mai 1953 à Coolangatta, dans le Queensland. Il a remporté le premier World Championship Tour en 1976.